# Biwatendipes biwamosaicus
Biwatendipes biwamosaicus är en tvåvingeart som beskrevs av Sasa och Nishino 1996. Biwatendipes biwamosaicus ingår i släktet Biwatendipes och familjen fjädermyggor. Inga underarter finns listade i Catalogue of Life.